# Serpentine Galleries
As Serpentine Galleries são duas galerias de arte contemporânea em Kensington Gardens, Hyde Park, no centro de Londres. Recentemente renomeada apenas para Serpentine, a organização está dividida entre Serpentine South, anteriormente conhecida como Serpentine Gallery, e Serpentine North, anteriormente conhecida como Sackler Gallery. Os espaços da galeria estão a cinco minutos a pé um do outro, ligados pela ponte sobre o Lago Serpentine, de onde as galerias recebem seus nomes. Suas exposições, sua arquitetura, as atividades de educação e os programas públicos atraem até 1,2 milhão de visitantes por ano. A entrada para ambas as galerias é gratuita. A CEO é Bettina Korek, e o diretor artístico Hans Ulrich Obrist.

## Serpentine South
A Serpentine South, anteriormente conhecida como Serpentine Gallery, foi fundada em 1970 e está instalada em um antigo pavilhão de chá listado como Grade II, construído em 1933-34 pelo arquiteto James Gray West. Artistas notáveis cujos trabalhos foram exibidos lá incluem Man Ray, Henry Moore, Jean-Michel Basquiat, Andy Warhol, Paula Rego, Sondra Perry, Bridget Riley, Allan McCollum, Anish Kapoor, Christian Boltanski, Philippe Parreno, Richard Prince, Wolfgang Tillmans, Gerhard Richter, Gustav Metzger, Damien Hirst, Maria Lassnig, Jeff Koons e Marina Abramović. No chão na entrada da galeria está um trabalho permanente feito por Ian Hamilton Finlay em colaboração com Peter Coates, e dedicado a Diana, Princesa de Gales, ex-patrona da galeria.

## Serpentine North

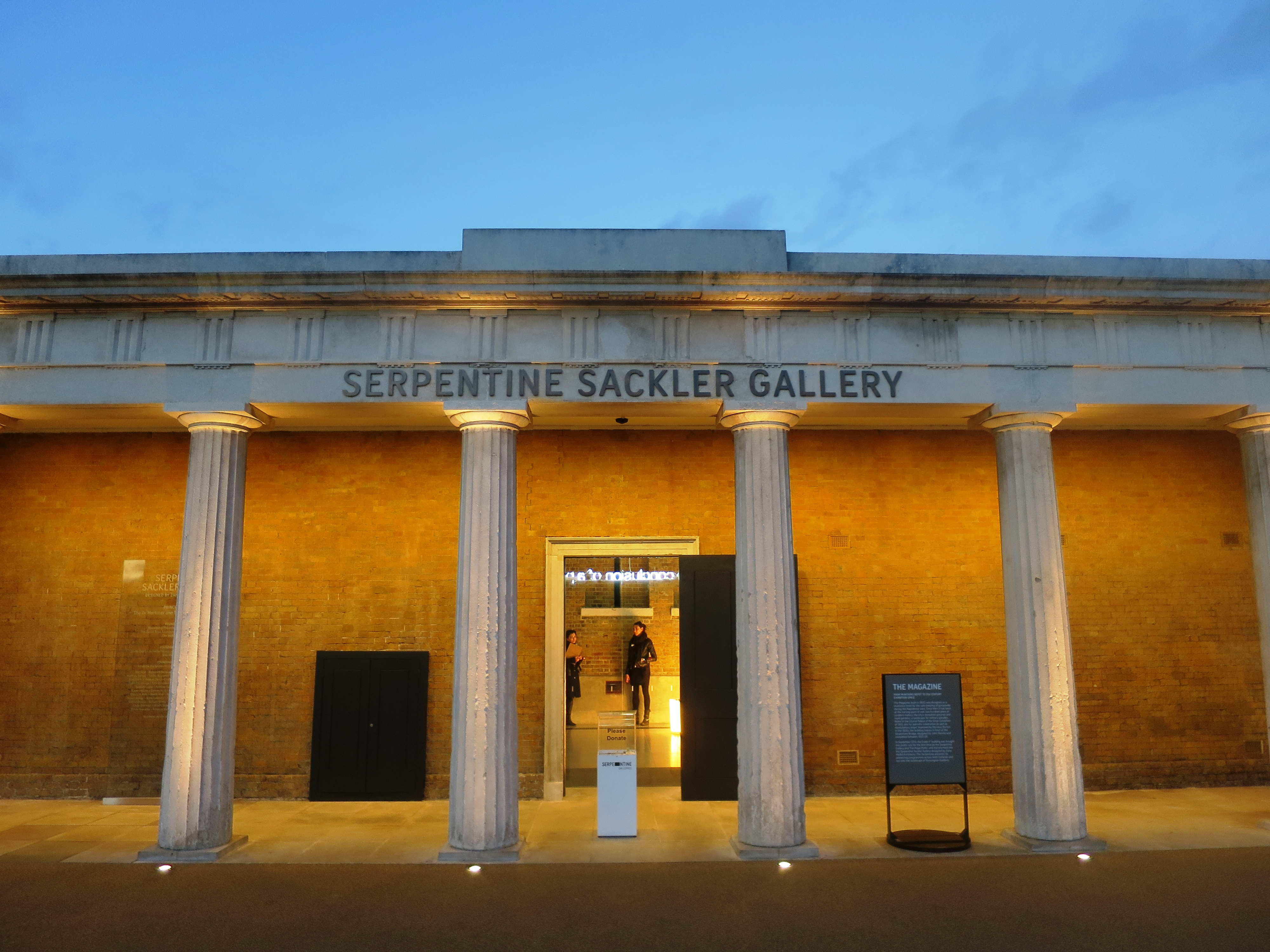
Galeria Serpentine Sackler

Em 2013, a Serpentine North, até então conhecida como Serpentine Sackler Gallery, foi aberta ao público. Isso deu nova vida à The Magazine, um antigo paiol tombado, construído em 1805, com a adição de uma extensão projetada por Zaha Hadid. Localizado a cinco minutos a pé do Serpentine South através da Serpentine Bridge, é constituído por 900 metros quadrados de espaço de galeria, restaurante, loja e espaço social. O Magazine Restaurant fica ao lado do espaço da galeria.
Em uma prévia de sua exposição na Serpentine South, Hito Steyerl se manifestou contra o financiamento da Galeria pela família Sackler, cujos membros são donos da Purdue Pharma, que desenvolve o analgésico OxyContin. A Galeria posteriormente divulgou uma declaração que concluía: “As doações para a Serpentine do Sackler Trust são históricas e não temos planos futuros para aceitar financiamento dos Sacklers”.

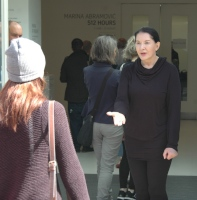
Marina Abramović no projeto "512 Hours" (2014)

## Pavilhões
Todos os anos, desde 2000, a Serpentine encomendou um pavilhão de verão temporário a um arquiteto de renome. A série apresenta o trabalho de um arquiteto ou equipe de design internacional que não concluiu um edifício na Inglaterra no momento do convite da Galeria. Cada Pavilhão é concluído em seis meses e está situado no gramado do Serpentine South por três meses para o público explorar.
- 2000: Zaha Hadid
- 2001: Daniel Libeskind
- 2002: Toyo Ito[8]
- 2003: Oscar Niemeyer[9]
- 2005: Álvaro Siza e Eduardo Souto de Moura[10]
- 2006: Rem Koolhaas[11]
- 2007: Pré-pavilhão 'Lilias': Zaha Hadid e Patrik Schumacher[12]
- 2007: Olafur Eliasson e Kjetil Thorsen[13]
- 2008: Frank Gehry[14]
- 2009: SANAA[15]
- 2010: Jean Nouvel[16]
- 2011: Peter Zumthor com Piet Oudolf[17][18]
- 2012: Ai Weiwei e Herzog & de Meuron[19]
- 2013: Sou Fujimoto[20]
- 2014: Smiljan Radic[21]
- 2015: Selgas Cano[22]
- 2016: Bjarke Ingels[23]
- 2017: Diébédo Francis Kéré[24]
- 2018: Frida Escobedo[25]
- 2019: Junya Ishigami[26]
- 2021: Sumayya Vally, Counterspace[27]

## Galeria de pavilhões temporários

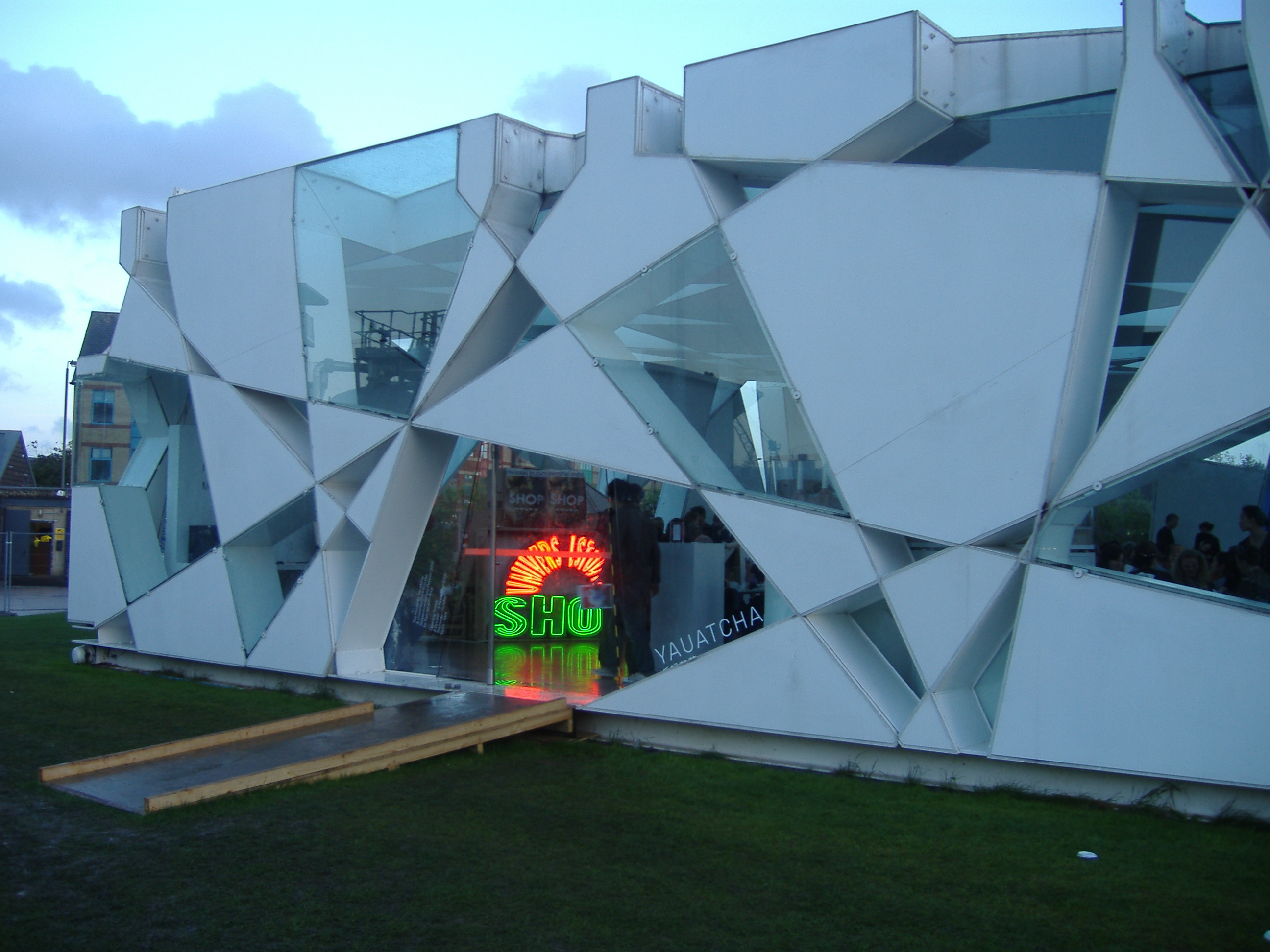
Toyo Ito (2002)
Rem Koolhaas com Cecil Balmond (2006)Rem Koolhaas com Cecil Balmond (2006)
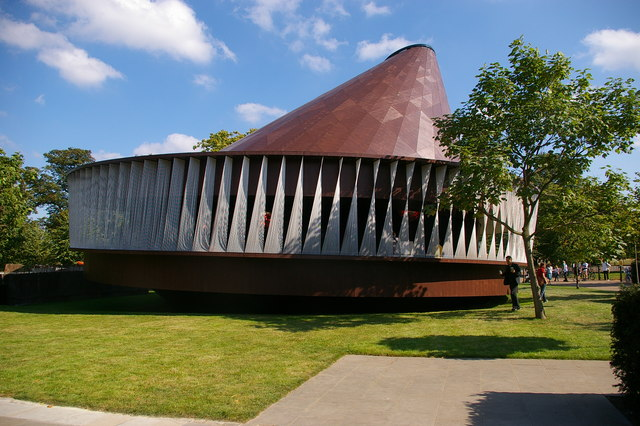
Olafur Eliasson e Kjetil Thorsen (2007)
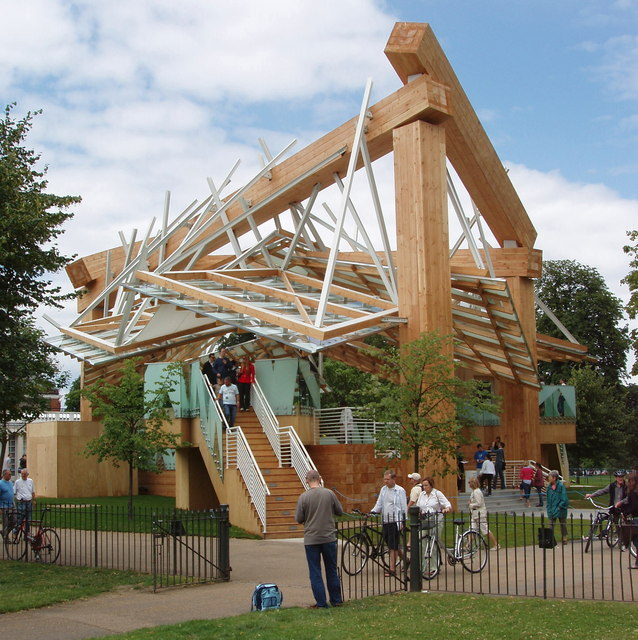
Frank Gehry (2008)
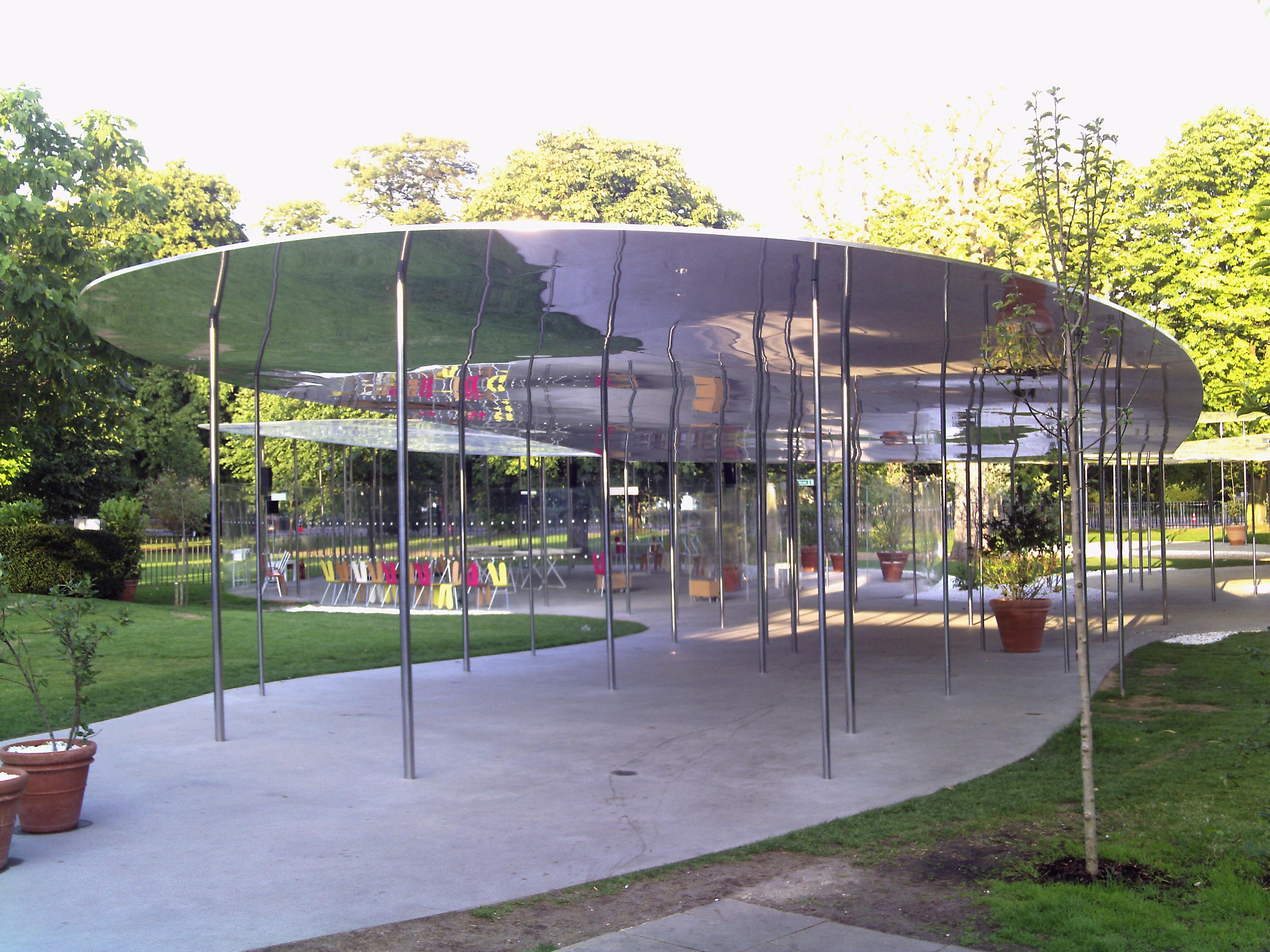
SANAA (2009)
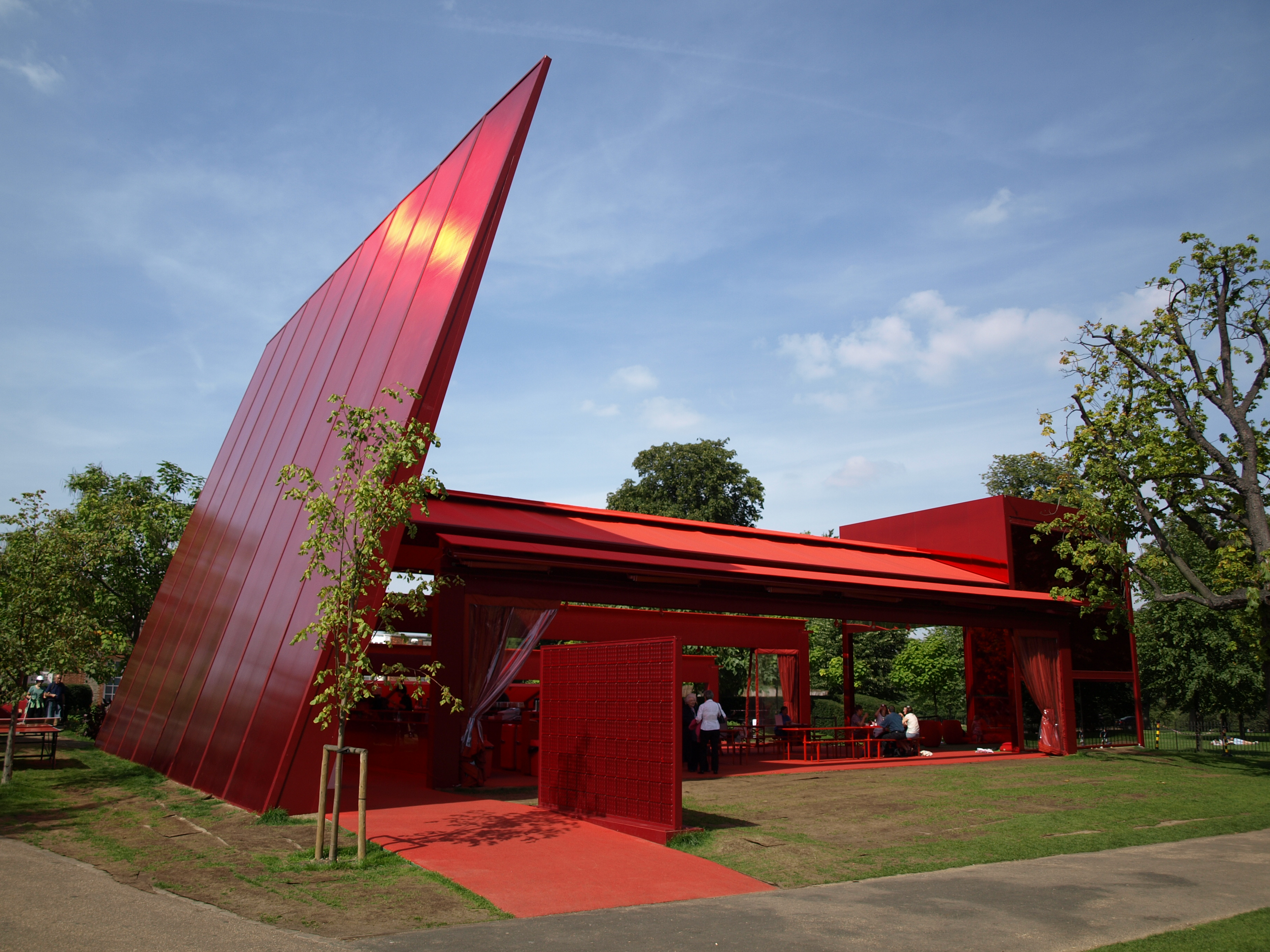
Jean Nouvel (2010)
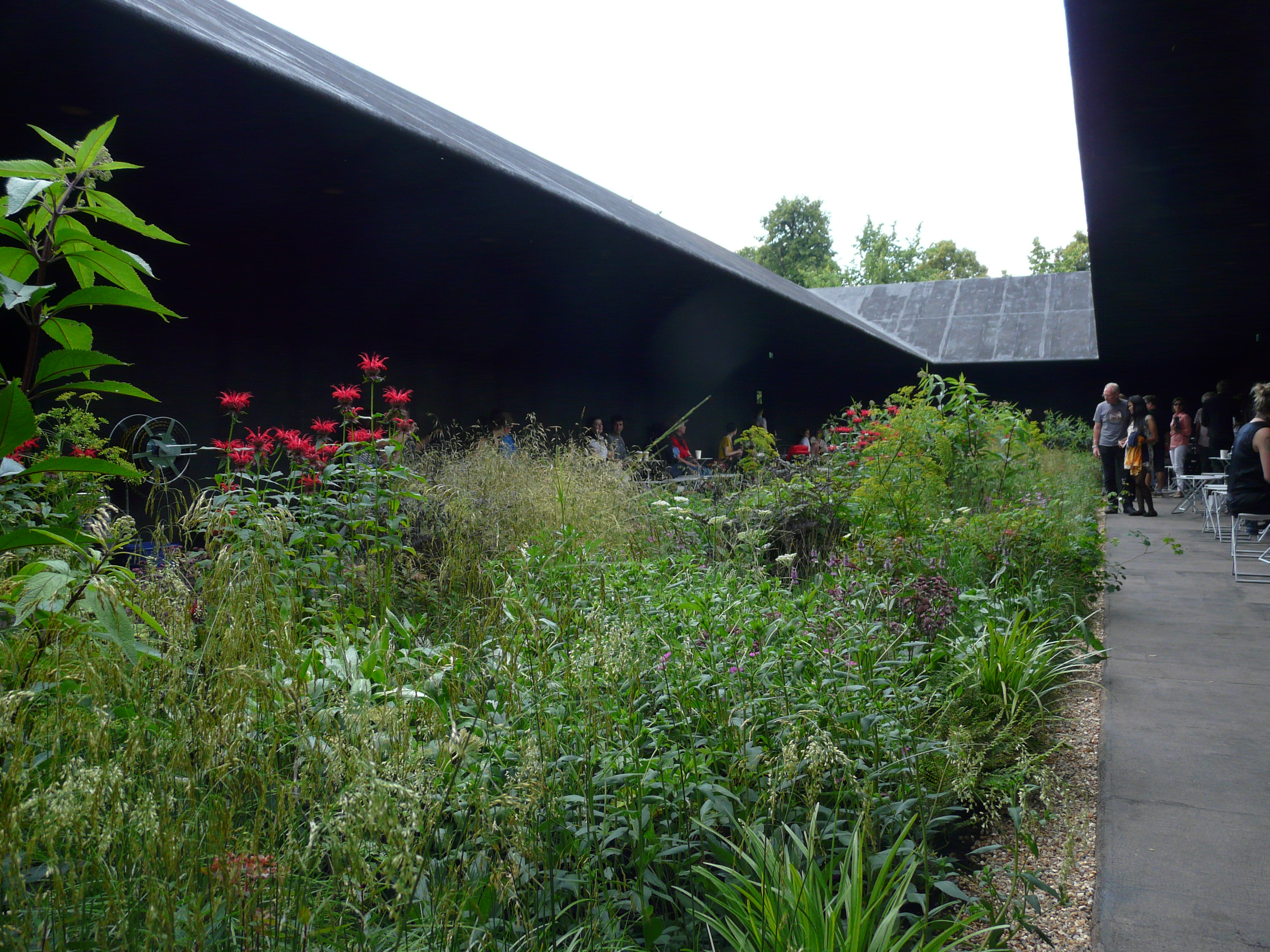
Peter Zumthor, com um jardim de Piet Oudolf (2011)
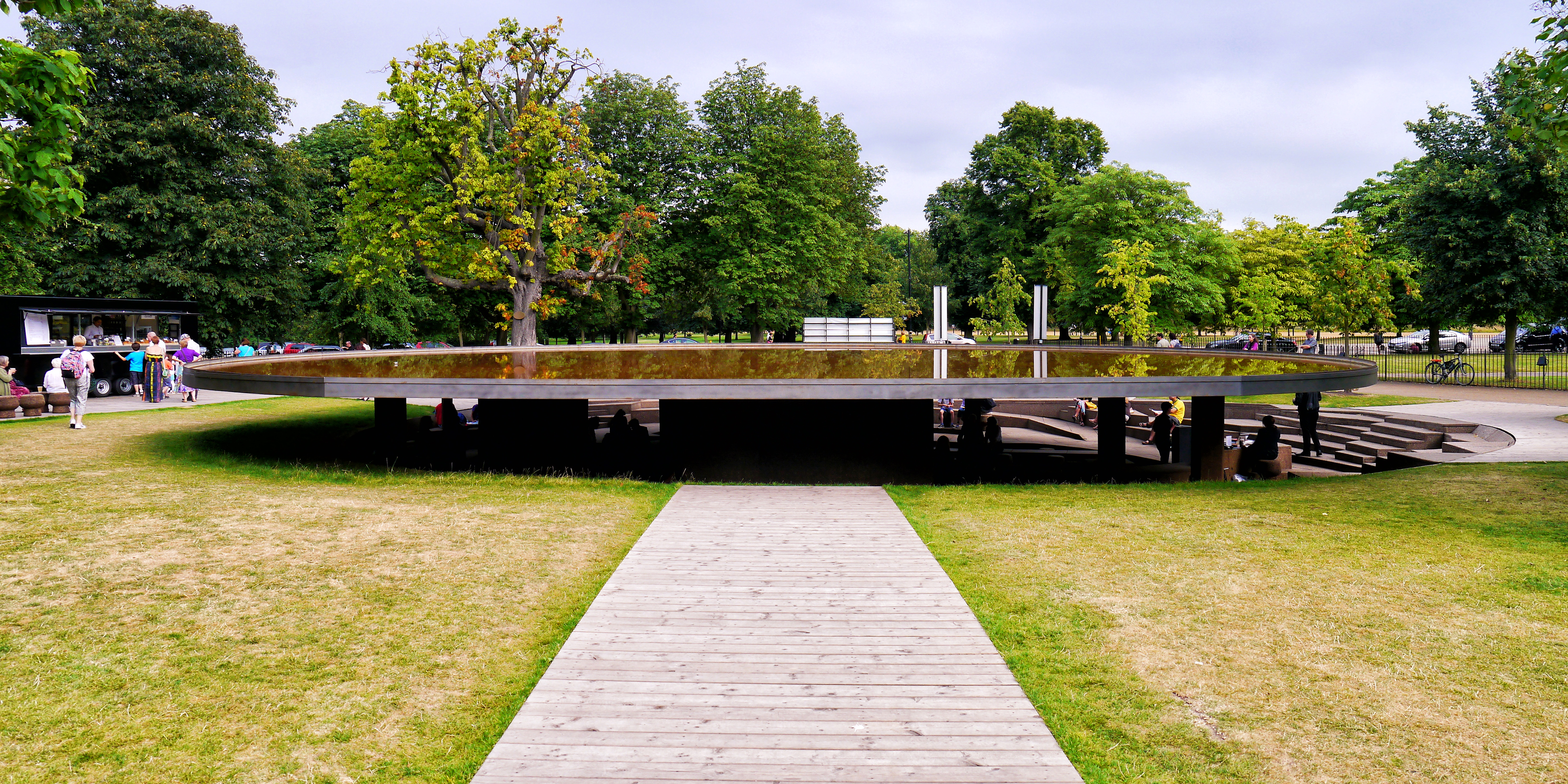
Ai Weiwei e Herzog & de Meuron (2012)
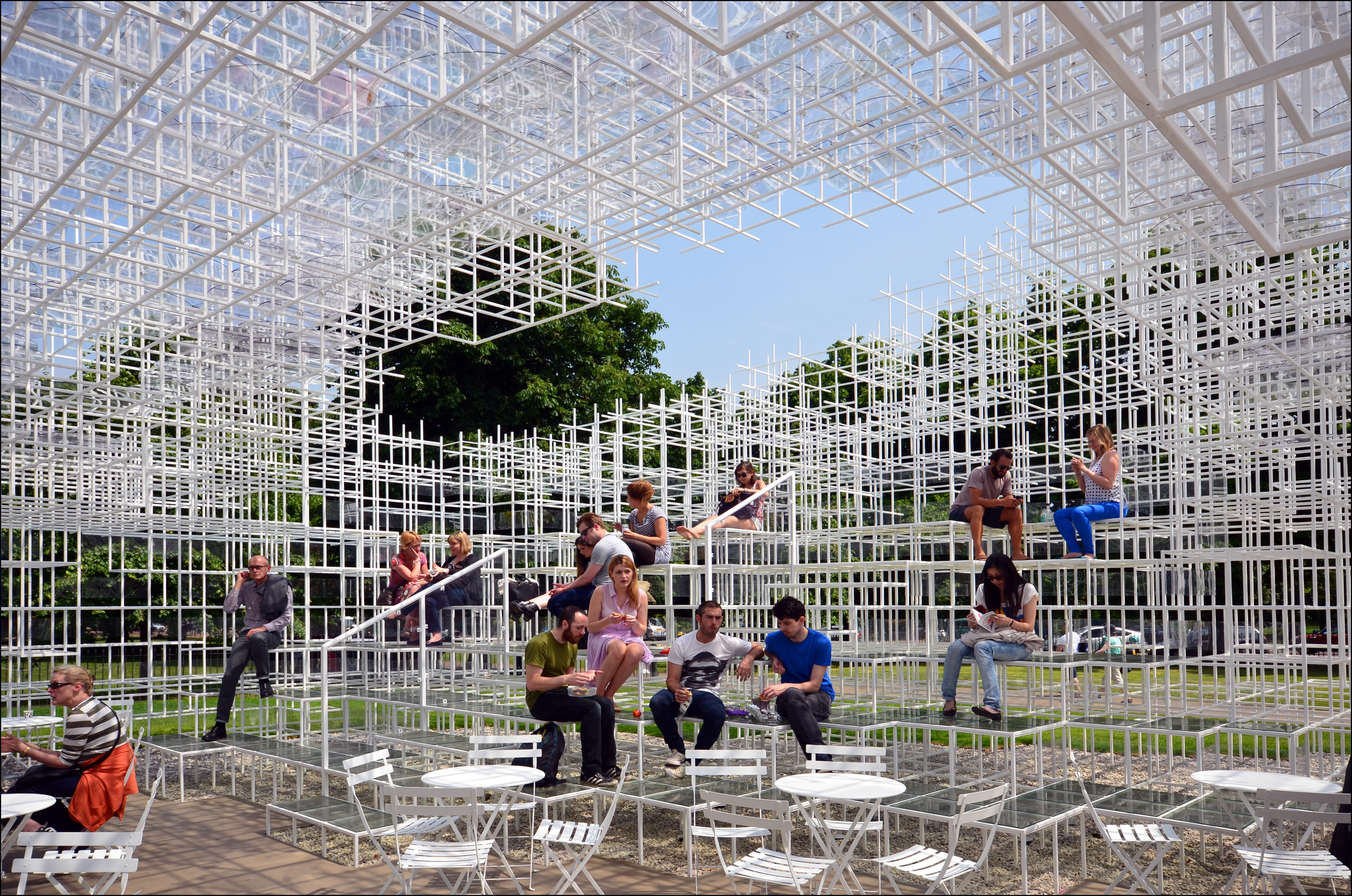
Sou Fujimoto (2013)
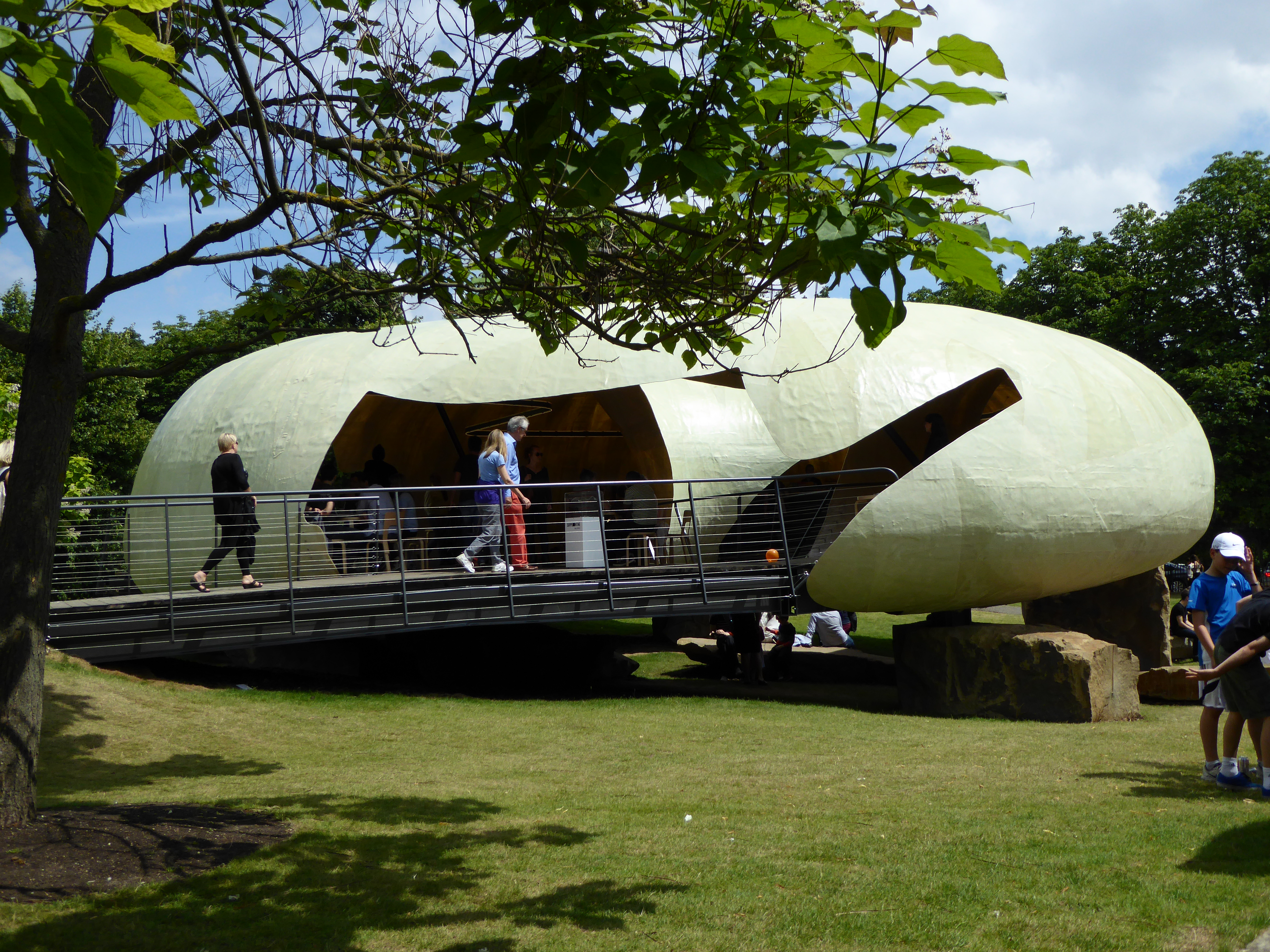
Smiljan Radic (2014)
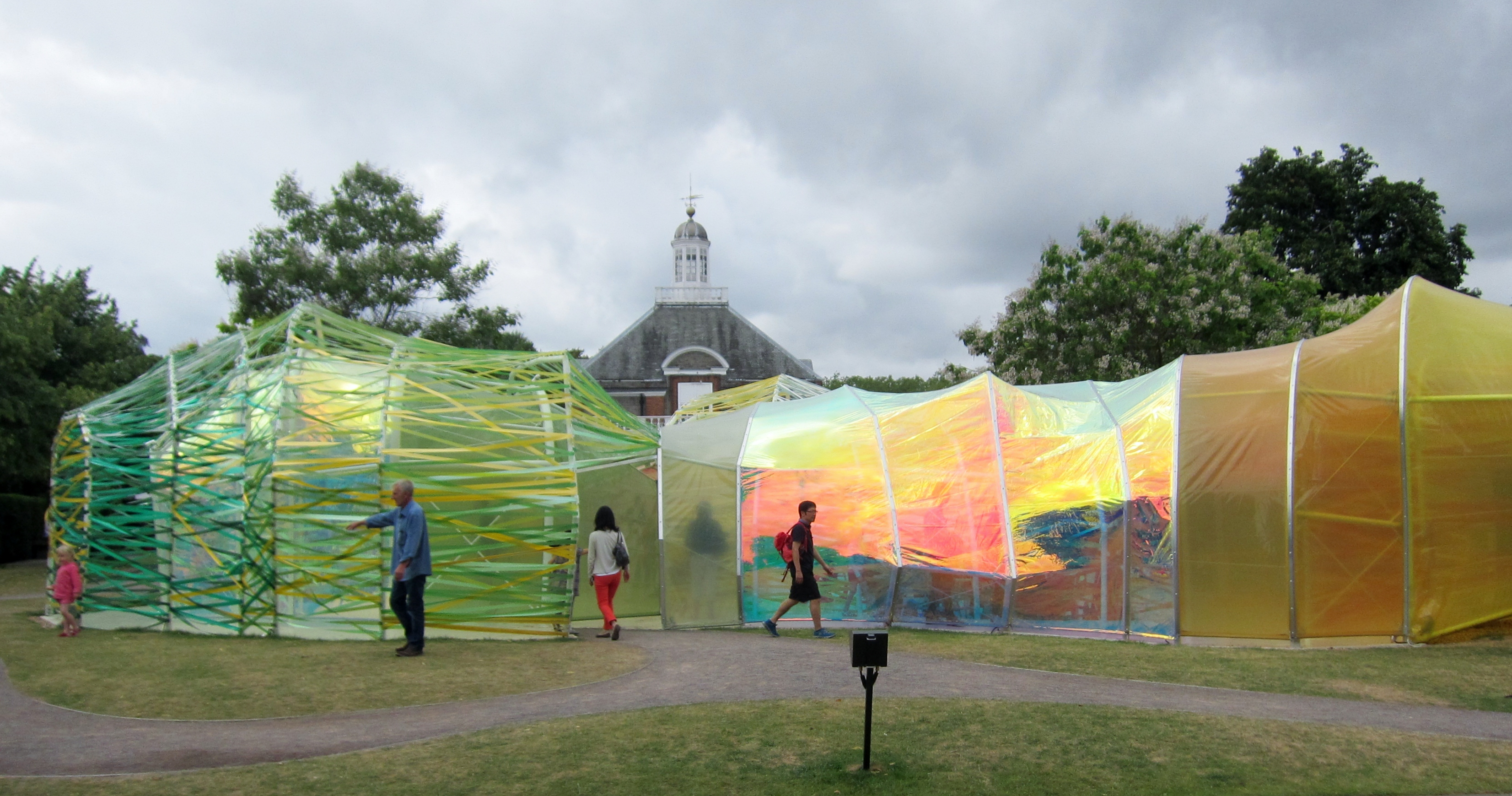
Selgas Cano (2015)
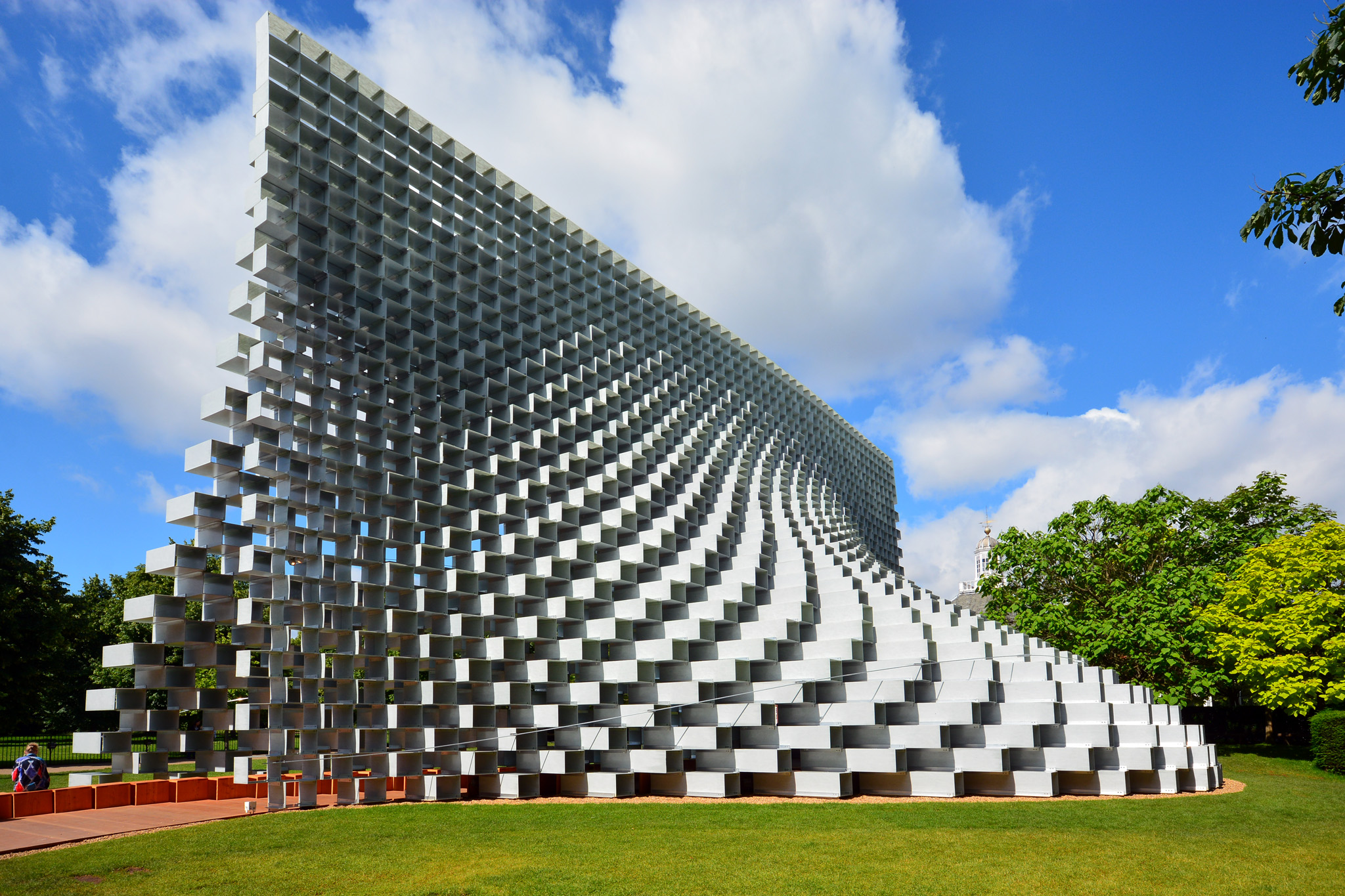
Bjarke Ingels (2016)
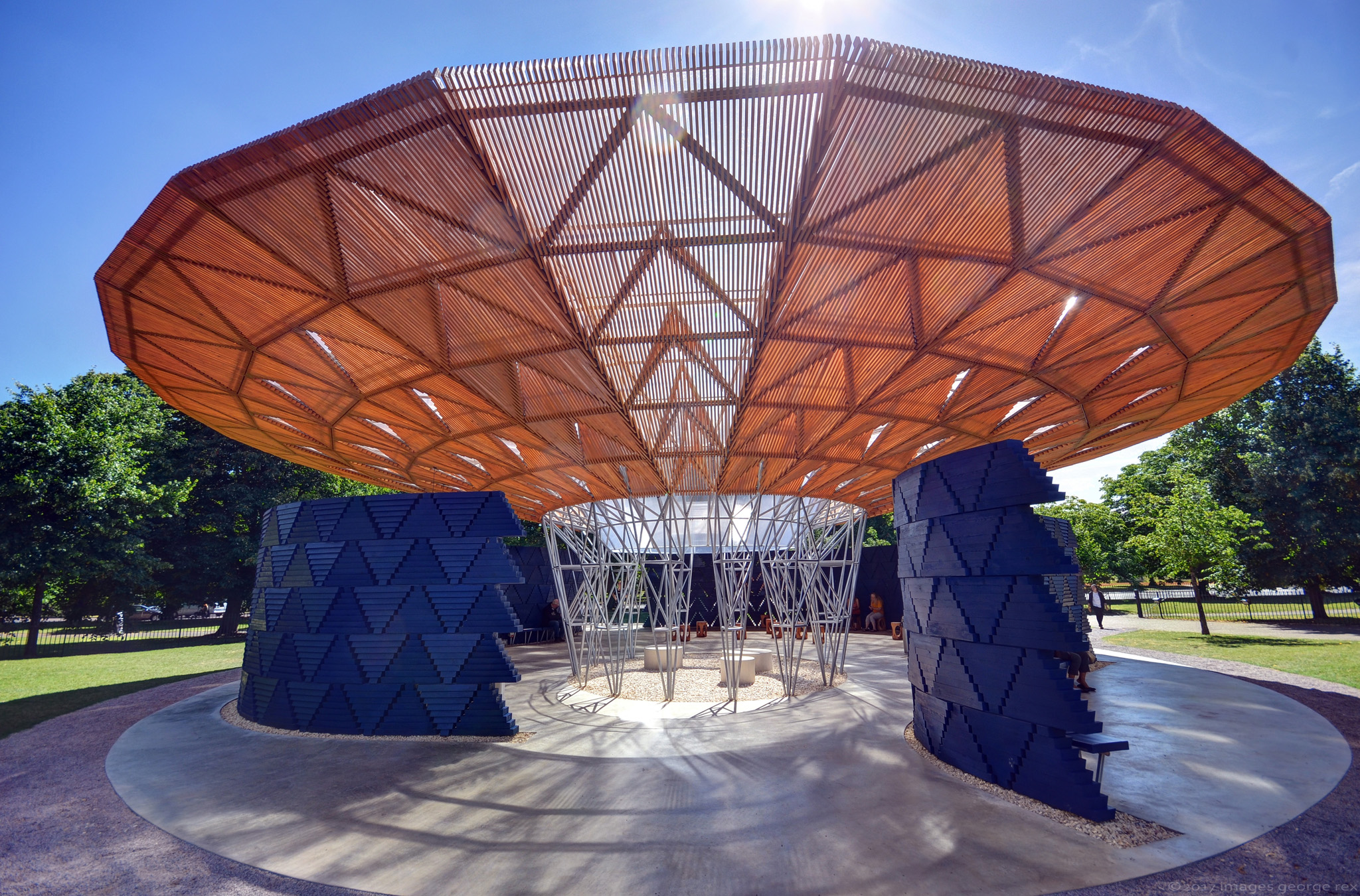
Diébédo Francis Kéré (2017)
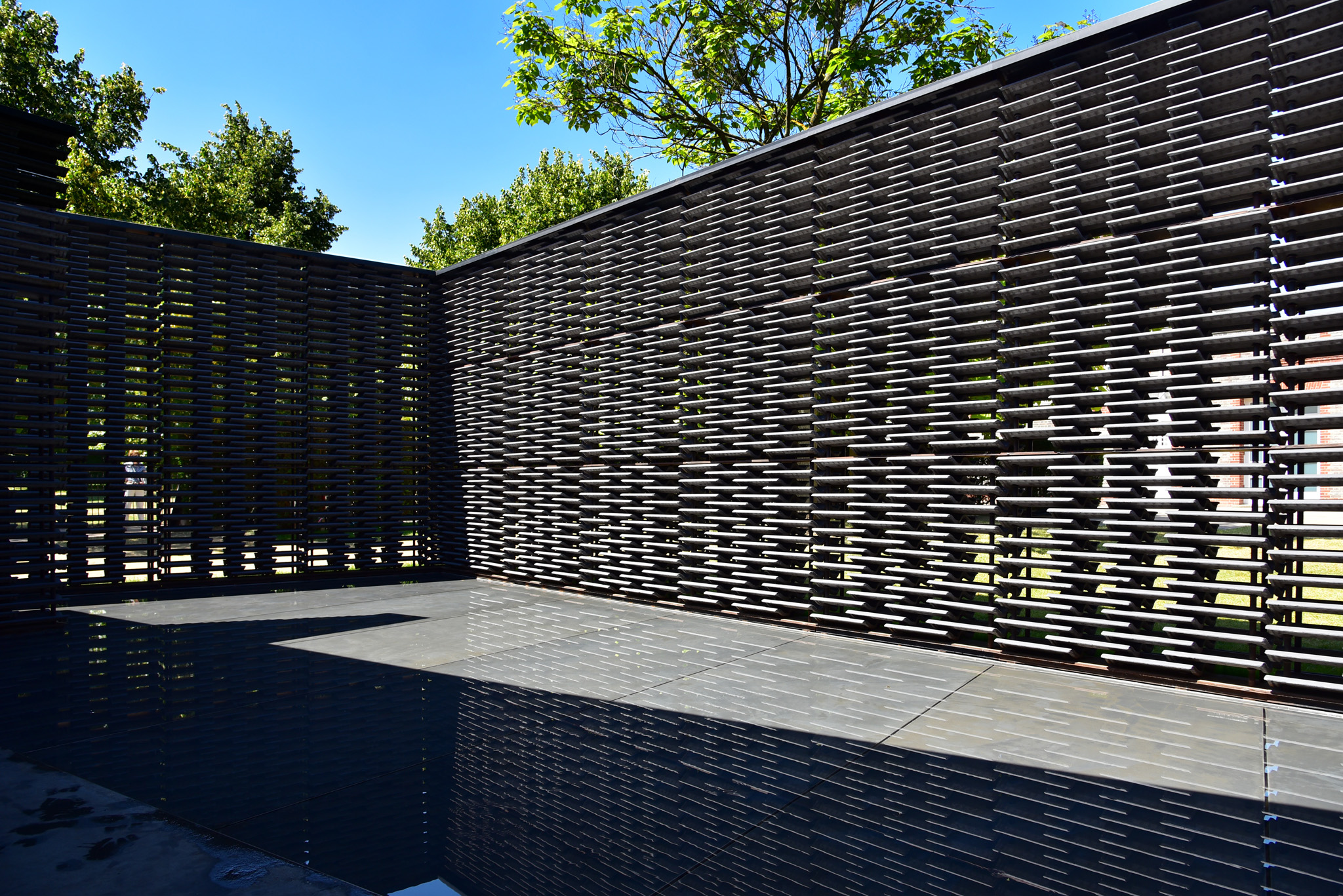
Frida Escobedo (2018)
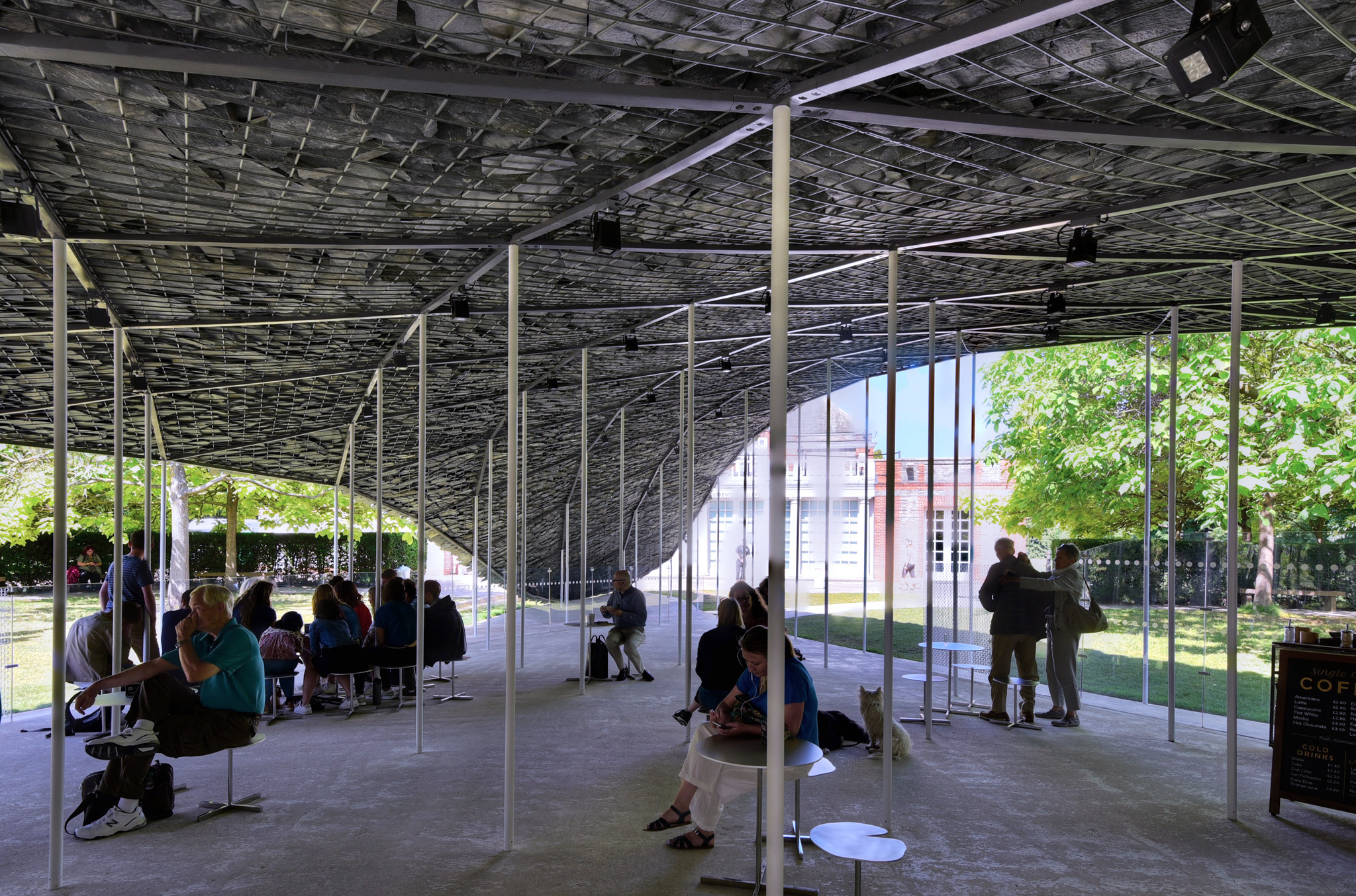
Junya Ishigami (2019)